# Natura 2000-område nr. 29 Dråby Vig
Natura 2000-område nr. 29 Dråby Vig er et 1.678 hektar stort habitatområde, der er sammenfaldende med fuglebeskyttelsesområde F26; området ligger i Morsø Kommune. Dråby Vig er en vig i Limfjorden, på østsiden af den nordlige del af Mors, cirka 8 km nord for Nykøbing Mors.

## Beskrivelse
Af områdets samlede areal er de 1.424 ha af hav, medens 254 ha er land. På land er 200 ha af arealet
omfattet af naturbeskyttelseslovens § 3. Resten af landarealet består af agerjord, byer mm.
863 ha af området blev i 1998 udlagt til vildtreservat, hvoraf de 70 ha. er landarealer.
Reservatordningen omfatter bestemmelser for jagt og færdsel.
Den lavvandede Dråby Vig afgrænses mod øst af den godt to kilometer lange Buksør Odde der mod øst vender ud mod Livø Bredning, og mod vest og nordvest ligger vigen med landsbyen Sønder Dråby i bunden. Syd for Sønder Dråby har Skarum Å sit udløb. Kystzonen består af sandet bund med en jævn overgang til strandengens sump- og græsvegetation. Ved spidsen af Buksør Odde findes dog et kystparti med stenet bund, som er en del af et krumodde-system. Strandengene udgør vigtige yngle- og rasteområder for en række vade- og andefugle.

### Områdets særlige værdier
I området findes der flere naturtyper, som i kraft af deres store arealmæssige udstrækning eller deres høje naturkvalitet
er af enten regional eller national betydning. Først og fremmest er der store marine værdier i området i kraft af
forekomsten af store lavvandede fjordområder. Dråby Vig er således en vigtig rasteplads for Pibeand, Hvinand og
Taffeland, samt gåsearterne Grågås og Knortegås. De store arealer med strandenge er ligeledes vigtige for en række
ynglefugle, bl.a. andet Klyde, Havterne og Alm. Ryle, og i forbindelse med målfastsættelse af områdets bør der tages specifik stilling til strandengenes plantesamfund i relation til græsningstryk, udbindingstidspunkt mv. i forhold til yngleaktivitet for en række ynglefugle. I efterårsmånederne raster store flokke af vadefugle på strandengene. Specielt Buksør Odde er af international betydning for Hjejle.
Natura 2000-planen er vedtaget i 2011, hvorefter kommunalbestyrelserne
og Naturstyrelsen udarbejdede bindende handleplaner for
gennemførelsen af planen. Planen videreføres og videreudvikles i senere planperioder.  Natura 2000-planen er koordineret med vandplanen 1.2 Limfjorden.